# Grahamius odhneri
Grahamius odhneri är en rundmaskart som först beskrevs av Allgen 1959.  Grahamius odhneri ingår i släktet Grahamius och familjen Comesomatidae. Inga underarter finns listade i Catalogue of Life.